# لا لانادا
لا لانادا (انگلیسی: La Llanada)  یک منطقه مسکونی در کشور کلمبیا است.